# Hugo Gyldén

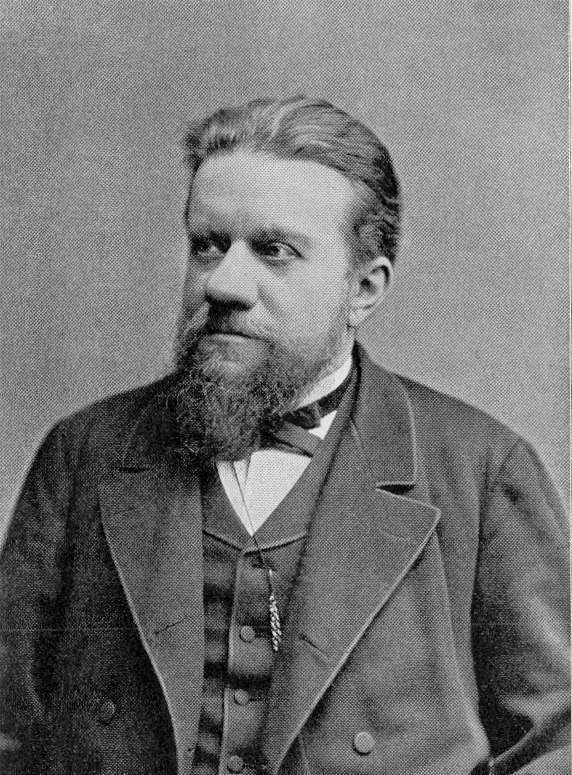
Hugo Gyldén

Johan August Hugo Gyldén (* 29. Mai 1841 in Helsinki; † 9. November 1896 in Stockholm) war ein schwedischer Astronom.

## Leben
Gyldén war Sohn des Professors für griechische Sprache Nils Abraham Gyldén und legte 1860 sein Magisterexamen in Philosophie in Helsinki ab. Das folgende Jahr widmete er sich theoretischen Studien in Gotha bei Hansen, wurde 1861 mit der Schrift  Beräkning af en theori för planeten Neptunus promoviert und bildete sich anschließend am Observatorium von Pulkovo weiter. Bereits 1863 wurde er dort angestellt und schon 1865 zum „Senior-Astronomen“ ernannt.
1871 erhielt Gyldén einen Ruf an die Universität Stockholm. Dort arbeitete er als Direktor der akademischen Stockholmer Sternwarte. 1879 wurde er zum korrespondierenden Mitglied der Göttinger Akademie der Wissenschaften sowie der Académie des sciences in Paris gewählt. Im Dezember 1882 wurde er korrespondierendes Mitglied der Russischen Akademie der Wissenschaften in St. Petersburg. Im Jahre 1884 erhielt er einen Ruf an die Universität Göttingen, lehnte jedoch ab. In dieser Zeit war er auch in der Lehrtätigkeit aktiv. Die Königlich Niederländische Akademie der Wissenschaften (KNAW) nahm ihn 1885 als auswärtiges Mitglied auf. 1892 wurde er in die American Academy of Arts and Sciences und die National Academy of Sciences gewählt.

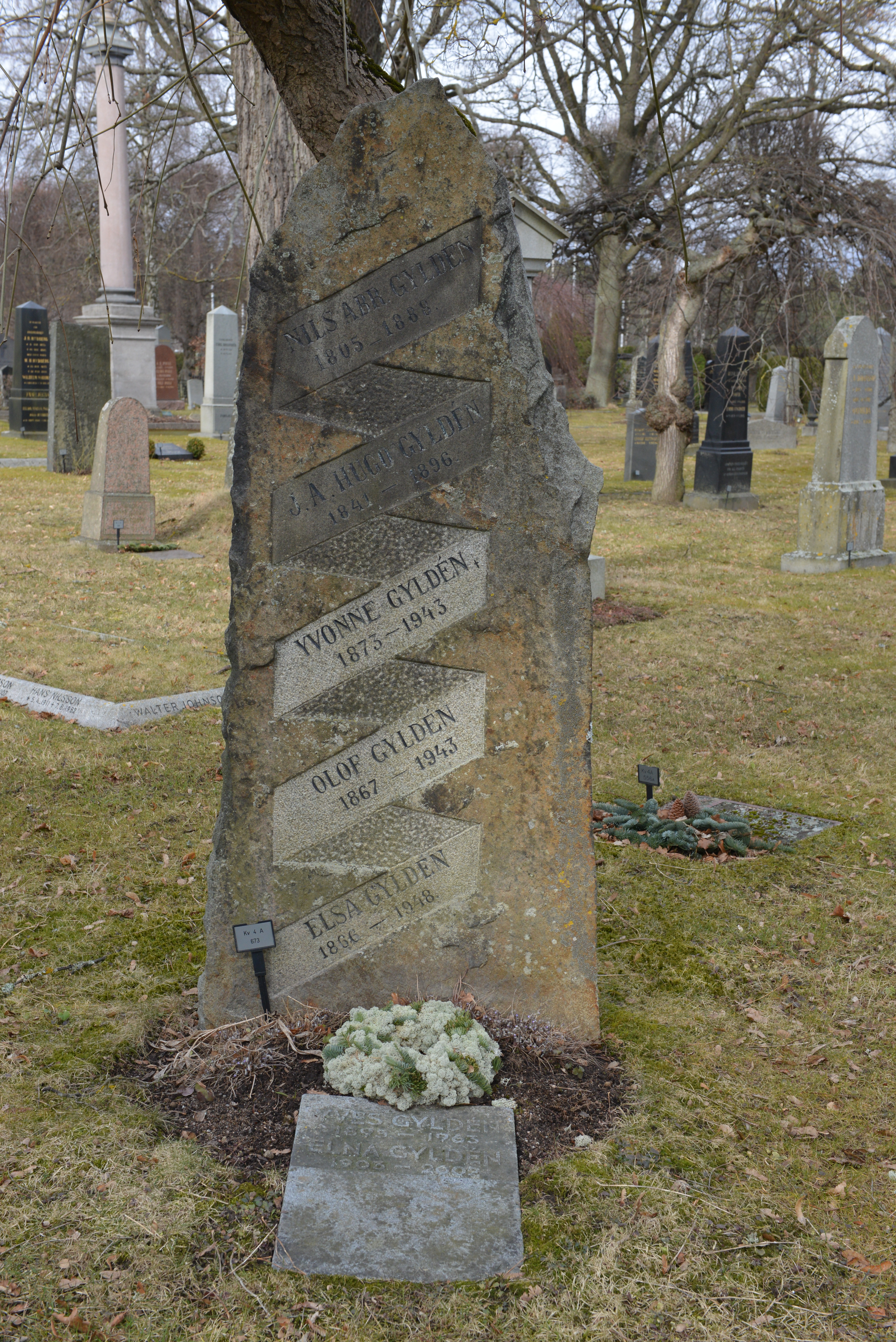
Grab der Familie Gyldén

Von 1889 bis 1896 war Gyldén Vorsitzender der Astronomischen Gesellschaft.
Bekannt wurde er durch seine Arbeiten auf dem Gebiet der Himmelsmechanik, die teilweise von anderen Astronomen, wie z. B. Martin Brendel, aufgegriffen und erweitert wurden.
Nach Gyldén wurden der Asteroid (806) Gyldénia und der Mondkrater Gyldén benannt. Im Jahr 1878 erhielt er die Cothenius-Medaille der Leopoldina.
Hugo Gyldén wurde auf dem Norra begravningsplatsen, dem Nordfriedhof von Stockholm in Solna, bestattet. Er ist der Vater des Marineoffiziers und Diplomaten Olof Gyldén und Großvater des Kryptologen Yves Gyldén, die ebenfalls hier ruhen.

## Veröffentlichungen
- Untersuchungen über die Constitution der Atmosphäre und die Strahlenbrechung in denselben (= Mémoires de l'Académie Impériale des Sciences de St. Pétersbourg. Serie 7, Band 10, Nr. 1). Kaiserliche Akademie der Wissenschaften, Sankt Petersburg 1866, (Digitalisat).
- Untersuchungen über die Constitution der Atmosphäre und die Strahlenbrechung in denselben. (Zweite Abhandlung) (= Mémoires de l'Académie Impériale des Sciences de St. Pétersbourg. Serie 7, Band 12, Nr. 4). Académie Impériale des Sciences, Sankt Petersburg 1868, (Digitalisat).
- Studien auf dem Gebiete der Störungstheorie. 1: Entwicklung einiger Verbindungen elliptischer Functionen (= Mémoires de l'Académie Impériale des Sciences de St. Pétersbourg. Serie 7, Band 16, Nr. 10). Académie Impériale des Sciences, Sankt Petersburg 1871, (Digitalisat).
- Die Grundlehren der Astronomie nach ihrer geschichtlichen Entwickelung dargestellt. Deutsche, vom Verfasser besorgte und erweiterte Ausgabe. Engelmann, Leipzig 1877, (Digitalisat).
- Recueil de tables contenant les développements numériques à employer dans le calcul des perturbations des comètes. Norstedt & Söner, Stockholm 1877, (Digitalisat).
- Versuch einer mathematischen Theorie zur Erklärung des Lichtwechsels der veränderlichen Sterne. In: Acta Societatis Scientiarum Fennicae. Band 11, 1880, S. 345–407.
- Undersökningar af theorien för himlakropparnas rörelser (= Kongl. Svenska Vetenskaps-Akademiens handlingar. Bihang. 6, 8 und 6, 16 und 7, 2, ZDB-ID 777850-8). 3 Bände. Norstedt & Söner, Stockholm 1881–1882.
- Die intermediäre Bahn des Mondes. In: Acta Mathematica. Band 7, 1885, S. 125–172, doi:10.1007/BF02402199.
- Untersuchungen über die Convergenz der Reihen welche zur Darstellung der Coordinaten der Planeten angewendet werden. In: Acta Mathematica. Band 9, 1887, S. 185–294, doi:10.1007/BF02406738.
- Nouvelles recherches sur les séries employées dans les théories des planètes. In: Acta Mathematica. Band 15, 1891, S. 65–189, doi:10.1007/BF02392604 und Band 17, 1893, S. 1–168, doi:10.1007/BF02391989.
- Traité analytique des orbites absolues des huit planètes principales. 2 Bände. Beijer u. a., Stockholm u. a. 1893–1908;
  - Band 1: Théorie générale des orbites absolues. 1893, (Digitalisat);
  - Band 2: Détermination des inégalités des huit planètes principales dépendant de leurs configurations. 1908, (Digitalisat).